# Товарищество мануфактур Ивана Коновалова с сыном
Товарищество мануфактур Ивана Коновалова с сыном — одно из крупнейших текстильных предприятий Российской империи, располагавшееся в селе Бонячки Кинешемского уезда Костромской губернии (ныне город Вичуга Ивановской области). Предприятие и его владельцы сыграли ключевую роль в развитии Вичугского края, превратив его в значимый центр текстильной промышленности и создав уникальный фабричный посёлок с развитой социальной инфраструктурой.

## История

### Основание и Пётр Кузьмич Коновалов
Родоначальником династии и основателем дела стал Пётр Кузьмич Коновалов (1781—1846), крепостной крестьянин помещика А. И. Хрущёва. С 1806—1807 годов он занимался раздачей пряжи крестьянам для надомной работы. В 1812 году он, уже будучи свободным (Коноваловы выкупились из крепостной зависимости), открыл в селе Бонячки небольшое сновальное и красильное заведение. Документально существование фабрики подтверждается с 1827 года. Пётр Коновалов сосредоточился на производстве китайки — плотной ткани синего или вишнёвого цвета, пользовавшейся большим спросом.
К 1841 году П. К. Коновалов владел фабрикой столового белья и бумажно-красильной фабрикой, где, помимо китайки, производили миткаль, коленкор, канифас, нанку, льняные скатерти и салфетки. Годовой объём производства значительно вырос и продолжал увеличиваться вплоть до смерти основателя. Продукция продавалась в Москве, центральной России, Сибири, на Кавказе, в Средней Азии, Китае и даже за границей (через агента в Санкт-Петербурге).
Предприятие получило признание на Всероссийских выставках: серебряная медаль (1831), золотая медаль (Санкт-Петербург, 1833) и право изображения Государственного герба (Москва, 1843). Писатель П. И. Мельников-Печерский в романе «В лесах» дал высокую оценку деятельности основателя династии:
Выискался смышленый человек… Коноваловым прозывался, завел небольшое ткацкое заведение, с легкой руки его дело и пошло, и пошло. И разбогател народ… Побольше бы Коноваловых у нас было – хорошо народу бы жилось.

### Расцвет при Александре Петровиче
После кончины Петра Кузьмича в 1846 году управление делами мануфактуры постепенно перешло к его сыну Александру Петровичу Коновалову (1812—1889), который к 1849 году полностью взял семейный бизнес в свои руки.
Александр Петрович обладал энергией, деловой хваткой и жёсткой волей, унаследованными от отца. С середины 1850-х годов он начал масштабное расширение и модернизацию производства. Он первым в Кинешемском уезде внедрил на производстве паровые двигатели (английские машины заводов «John & Edward Wood» и «Hick, Hargreaves & Co.»), в то время как другие фабрики региона продолжали использовать конный привод. В 1864 году он построил новую механическую ткацкую фабрику, оснастив её 84 станками, выписанными из Англии. К 1870 году число механических станков на ней возросло до 813.
В 1870 году Александр Коновалов основал современную красильно-отделочную и отбельную фабрику в местечке Каменка, в 25 верстах от Бонячек. К 1879 году годовой объём производства коноваловских фабрик достиг 1 660 400 рублей, а число рабочих — 2000 человек. К 1880 году годовой объём производства превышал 2 миллиона рублей (по сравнению с 50 тысячами при отце), на предприятиях работало около 2200 человек, и ещё около 2000 крестьян в окрестных деревнях обрабатывали пряжу для Коноваловых на дому.
А. П. Коновалов продолжал получать награды на выставках (1868, 1870, 1882). Он также активно занимался благотворительностью, направляя средства на улучшение жизни рабочих и развитие образования. П. И. Мельников-Печерский писал и о нём:
Слыхал я про Коновалова; добром поминают его по всему околотку, по всем ближним и дальним местам; можно про такого человека сказать: сеял добро, посыпал добром, жал добро, оделял добром, и стало его имя честно и памятно из рода в род.
Александр Петрович способствовал развитию инфраструктуры региона. Считается, что благодаря его влиянию железная дорога от Иваново-Вознесенска на Кинешму прошла через Вичугу. В 1887 году Коноваловы проложили первую в регионе телефонную линию протяжённостью 25 вёрст, соединившую фабрики в Бонячках и Каменке — через пять лет после появления телефонов в столицах и раньше, чем во многих других городах России и даже в Японии.
Александр Петрович был женат на Ирине Стефановне (урождённой Вахриной), дочери купца из Шуи. В семье было восемь детей. До преклонных лет он сохранял полный контроль над делами, выделяя сыновьям Петру и Ивану средства на проживание, но почти не допуская их к управлению.

### Иван Александрович Коновалов
После смерти Александра Петровича в 1889 году его младший сын Пётр получил отдельное хозяйство, а основное управление фабриками перешло к старшему сыну Ивану Александровичу Коновалову (1850—1924), которому было 39 лет. До этого он заведовал торговыми делами фирмы в Москве. При нём продолжилось расширение производства: была запущена новая бумагопрядильная фабрика, увеличено число ткацких станков. Годовое производство к 1890 году достигло 5 миллионов рублей.
В молодости Иван Александрович, имевший высокий рост и прозвище «Пётр Первый», считался завидным женихом. Он женился на Екатерине Ивановне Александровой, дочери небогатого московского купца-картузника. Брак, заключённый, возможно, по причине беременности невесты, был нетипичным для старообрядческой семьи Коноваловых. В 1875 году у них родился сын Александр. В том же году сестра Екатерины Ивановны, Варвара, была вовлечена в политический процесс народников и сослана на каторгу, что осложнило отношения Коноваловых с новой роднёй. Екатерину Ивановну с сыном отправили из Москвы в Бонячки. Позже брак фактически распался, сын Александр остался с отцом, а Екатерина Ивановна жила отдельно в Москве до своей смерти в 1906 году. По некоторым сведениям, Иван Александрович отошёл от старой веры и вёл довольно свободный образ жизни. Существует версия, что он мог послужить прототипом купца Кнурова в пьесе А. Н. Островского «Бесприданница», хотя хронологически это не вполне совпадает.
Несмотря на сложности в личной жизни, Иван Александрович эффективно управлял растущим предприятием. В 1897 году он преобразовал семейное дело в паевое Товарищество мануфактур Ивана Коновалова с сыном с основным капиталом 5 000 000 рублей. Вскоре управление компанией перешло к его сыну Александру Ивановичу. В конце 1890-х годов Иван Александрович заболел (предположительно, психическое расстройство), отошёл от дел и был отправлен на юг России. Он умер в 1920-х годах под Харьковом, возможно, от диабета.

### Александр Иванович Коновалов и расцвет Товарищества
Александр Иванович Коновалов (1875—1949) стал наиболее известным представителем рода. Получив прекрасное образование — физико-математический факультет Московского университета (с 1894), школа прядения и ткачества в Мюльхаузене (Эльзас) (1895), стажировки на предприятиях Германии и Франции — он возглавил правление Товарищества в 1897 году в возрасте 22 лет.
Александр Иванович внедрил на фабриках передовые технологии и методы организации труда, что позволило вывести «Товарищество мануфактур Иван Коновалов с сыном» в число лидеров российской текстильной промышленности. Производство постоянно расширялось. К 1900 году мощность прядильной фабрики достигла 65 000 веретён. В 1912 году, к столетию фирмы, годовой объём производства достиг 11 миллионов рублей. Общие производственные мощности Товарищества к этому времени составляли: 72 796 прядильных и 6 696 крутильных веретён, 2 237 механических ткацких станков. Была создана широкая сеть сбыта с отделениями в Минске (1907), Коканде, Ташкенте (1908), Ростове-на-Дону (1911), Владивостоке и Варшаве (1912).
А. И. Коновалов участвовал и в других крупных проектах: был одним из основателей и первым директором правления завода «Электросталь», членом совета Московского банка, акционером Московского промышленного банка и Товарищества «Русскокраска».
Он был известен своей прогрессивной социальной политикой. В 1900 году Коновалов ввёл на своих фабриках 9-часовой рабочий день, отменил ночные смены для женщин и подростков, отказался от использования детского труда, повышал заработную плату и построил в Бонячках обширную сеть социальных учреждений.
Александр Иванович активно занимался политикой: был депутатом IV Государственной думы (1912—1917), членом Прогрессивной партии и Прогрессивного блока. В Временном правительстве 1917 года занимал посты министра торговли и промышленности и заместителя министра-председателя.
В личной жизни А. И. Коновалов, высокий и обаятельный человек, увлекавшийся музыкой (брал уроки у С. В. Рахманинова), был женат дважды. Первый брак (1899) с Надеждой Александровной Второвой, сестрой крупнейшего российского промышленника Н. А. Второва, закончился разводом в 1905 году. Сын от этого брака, Сергей (род. 1899), остался с отцом. Позже Коновалов состоял в отношениях (возможно, в браке) с француженкой Жанной Фердинандовной, бывшей гувернанткой.

### Национализация и советский период
Александр Иванович Коновалов был арестован вместе с другими членами Временного правительства 25 октября (7 ноября) 1917 года и заключён в Петропавловскую крепость. В начале 1918 года он был освобождён и вскоре эмигрировал во Францию. Там он активно участвовал в жизни русской эмиграции, помогал беженцам. В 1940 году, как противник нацизма, покинул оккупированную Францию и жил в США. В 1947 году вернулся во Францию, где и умер в 1949 году. Похоронен на кладбище Сент-Женевьев-де-Буа.
Его сын, Сергей Александрович Коновалов (1899—1982), также эмигрировал. Окончил Оксфордский университет, стал известным историком, литературоведом и экономистом, профессором Бирмингемского и Оксфордского университетов, основателем и руководителем русского отдела в Оксфорде (1945—1967). Был женат на Евдокии Ивановне Морозовой, дочери коллекционера И. А. Морозова. Его потомки в XXI веке заявляли претензии на национализированную коллекцию Морозова.
Предприятия Товарищества были национализированы в 1918 году. В советское время бывшая коноваловская фабрика в Вичуге (Бонячках) была переименована в Фабрику имени В. П. Ногина. К середине 1970-х годов она носила официальное наименование: Ордена Трудового Красного Знамени прядильно-ткацкая фабрика имени Ногина и входила в Ивановское объединение «Ивтехноткань».
В 1930-х годах фабрика стала центром Виноградовского движения — массового движения работниц текстильной промышленности за повышение производительности труда и многостаночное обслуживание. В 1935 году ткачихи фабрики имени Ногина Евдокия (Дуся) Викторовна Виноградова и её однофамилица Мария Ивановна Виноградова, работая на новых американских автоматических станках «Нортроп», установили рекорды по количеству обслуживаемых станков (до 216 станков одновременно). Их почин получил всесоюзную известность, а Дуся Виноградова стала прообразом главной героини фильма «Светлый путь» (1940). В конце 1935 года обе Виноградовы были награждены орденом Ленина.
Традиции ударного труда и социалистического соревнования, включая многостаночное обслуживание, сохранялись на фабрике и в последующие десятилетия. Например, как свидетельствует кинохроника 1976 года, ткачиха Татьяна Александровна Владимирова успешно обслуживала 100 станков. Её коллега Дарья Парфирьевна Андреева стремилась к ещё большим показателям. В период XXV съезда КПСС (февраль-март 1976 года), делегатом которого была другая работница фабрики — Зоя Леонидовна Коновалова (однофамилица основателей), Владимирова и Андреева временно взяли на себя обслуживание её станков, работая вдвоём с производительностью, значительно превышающей стандартные нормы. Передовики производства брали на себя повышенные социалистические обязательства, такие как выполнение двух личных пятилетних планов за десятую пятилетку (1976—1980).

### Современность
В 1990-е годы фабрика была преобразована в акционерное общество. В настоящее время производственные корпуса бывшей фабрики Коноваловых занимает компания АО «Вичугская мануфактура» (ранее фирма «Тексорт»), продолжающая традиции текстильного производства в Вичуге. Часть исторических зданий фабричного комплекса сохраняется, хотя некоторые находятся в заброшенном или перестроенном виде.

## Социальная инфраструктура и архитектура
Коноваловы, особенно Александр Иванович, уделяли большое внимание созданию образцового фабричного посёлка в Бонячках, следуя концепции «города-сада». Была создана обширная социальная инфраструктура для рабочих и служащих, а к проектированию зданий привлекались известные архитекторы.
Производственные здания:
- Старый ткацкий корпус (1862—1875). Кирпичное здание, характерное для промышленной архитектуры того периода[1].
- «Бетонный» корпус ткацкой фабрики (1915). Монументальное здание в стиле неоклассицизма с мощным портиком и огромными колоннами (высота 17 м, диаметр 2,7 м), превосходящими по размерам колонны Большого театра в Москве. Название получил из-за использования бетонных перекрытий — передового и дорогого материала для того времени. Архитекторы — И. Брюханов и, возможно, И. В. Жолтовский[1].

Жильё для рабочих и служащих:
- Казармы для рабочих: бесплатные для одиноких (отдельно мужская и женская) и семейных. Семейные казармы имели отдельные комнаты для каждой семьи, общие кухни с печами и погребами, были оснащены электричеством, центральным отоплением и вентиляцией[1]. Здание женского общежития построено в 1912 году.
- Рабочие посёлки: Два посёлка (Кооперативный, Первомайский) из отдельных деревянных домов для семейных рабочих. Дома (от 2 до 5 комнат, с кухней, сенями, чуланом, уборной) продавались рабочим в рассрочку на 12 лет (т.н. «коноваловская ипотека») по цене от 750 до 1200 рублей. К каждому дому прилагался сад и огород, саженцы для которых выдавались бесплатно из фабричного питомника[1]. (Примечание: часть Кооперативного посёлка датируется 1925—1930 годами, т.е. относится уже к советскому периоду, но концепция восходит к дореволюционным планам[1]).
- Дома для служащих: Два родовых дома Коноваловых (постройки сер. XIX в.), позже использовавшиеся под контору, общественное собрание и квартиру для приездов владельца[1]. Отдельные особняки для старших служащих и инженеров, построенные в стиле неоклассицизм. Два одинаковых особняка для старших инженеров (один ныне — Вичугский художественный музей) и особняк главного инженера (ныне — Вичугский краеведческий музей)[1]. Посёлок для медицинского персонала «Сережино» (назван в честь сына А. И. Коновалова), состоящий из нескольких особняков рядом с больницей[1].

Социальные объекты:
- Фабричная баня[1].
- Столовая и кухня для работников фабрики[1].
- Детские ясли имени Екатерины Ивановны Коноваловой (матери А. И. Коновалова). Рассчитаны на 160 мест. Здание в виде дворца построено в 1912—1917 годах по проекту архитекторов В. Д. Адамовича и И. В. Жолтовского[1].
- Старшая школа для детей рабочих (1912)[1].
- Народный дом (ныне Городской дом культуры). Построен по проекту архитектора П. П. Малиновского в 1915 году, окончательно отделан в 1923—1924 годах по проекту архитектора В. А. Веснина. Монументальное здание в стиле неоклассицизма, включавшее театральный зал с хорошей акустикой (А. И. Коновалов был музыкантом), библиотеку, читальный зал, чайную и другие помещения. Считается прообразом многих советских ДК[1].
- Больничный комплекс (1912). Построен к 100-летию фирмы по проекту И. В. Жолтовского. Считался одним из лучших в России, имел хирургическое, терапевтическое, родильное и сифилитическое отделения, рентгеновский кабинет, свето- и водолечебницу. Годовые расходы на содержание составляли 65—70 тыс. рублей[1].
- Убежище для хронических больных и престарелых рабочих имени А. П. Коновалова (богадельня)[1].
- Воскресенская («Белая») церковь (1904). Построена А. И. Коноваловым в память об отце. Храм в византийском стиле, предположительно по проекту архитектора Ф. О. Шехтеля. Рассчитан на 600 прихожан, имел иконостас из белого мрамора[1]. Рядом был построен дом для священнослужителей.
- Фабричный парк. Благоустроенный парк с аллеями, газонами, скамейками, фонтаном, площадками для отдыха и спорта (теннис, крокет, кегельбан), где дважды в неделю играл фабричный оркестр. В парке были высажены разнообразные деревья, включая сибирские кедры[1].
- Сберегательная касса и Потребительское общество[3].

- Представители рода Коноваловых
- Пётр Кузьмич Коновалов
(1781—1846)
Основатель дела
- Александр Петрович Коновалов
(1812—1889)
Сын П. К. Коновалова
- Иван Александрович Коновалов
(1850—1924)
Сын А. П. Коновалова
- Александр Иванович Коновалов
(1875—1949)
Сын И. А. Коновалова

## Интересные факты
- Сергей Рахманинов дважды (в 1892 и 1894 годах) гостил на даче Коноваловых в Каменке, где давал уроки музыки молодому Александру Ивановичу Коновалову. Во время пребывания в Каменке Рахманинов работал над несколькими своими произведениями, включая «Каприччио на цыганские темы» и оперу «Алеко»[1].